# Gerda Knebel
Gerda Knebel (* 10. August 1919 in Hamburg; † 20. Juli 1992 ebenda) war eine deutsche Klassische Philologin.

## Leben
Knebel studierte nach dem Abitur (1939) zunächst an der Hochschule für Lehrerbildung, dann ab 1940 an der Universität Hamburg (bei Bruno Snell, Ulrich Knoche, Wolf-Hartmut Friedrich und Wolfgang Schmid). Sie wurde am 14. September 1949 mit der Dissertation Untersuchungen zu den derivierten Präsentien bei Homer promoviert. Seit 1944 arbeitete sie als Hauslehrerin in Bötersheim. Ab 1952 arbeitete sie in der Arbeitsstelle des Thesaurus Linguae Graecae als Mitarbeiterin des Lexikons des frühgriechischen Epos (LfgrE). Kurz darauf begann sie auch ihre Lehrtätigkeit an der Hamburger Universität, wo sie ab dem Sommersemester 1954 Lehrbeauftragte für griechische Sprachkurse und Stilübungen war. Von 1957 bis 1964 war sie Redaktorin des LfgrE. Nach ihrer Habilitation mit der Schrift Funktion und Bedeutung der Partikeln αν und κε in den homerischen Gedichten (1963) gab sie die vierte Lieferung des LfgrE (1965) heraus.
Nach ihrem Ausscheiden aus der Schriftleitung des LfgrE arbeitete sie als Wissenschaftliche Rätin an der Universität Hamburg. 1966 wurde sie zur Wissenschaftlichen Oberrätin ernannt, 1971 zur Professorin. Auch nach ihrer Versetzung in den Ruhestand (1984) hielt sie weiterhin Vorlesungen und Seminare.
Gerda Knebel wurde in Hamburg auf dem Alten Niendorfer Friedhof beigesetzt, die Grabstätte ist jedoch nach Ablauf der Ruhezeit bereits aufgelassen worden.